# Вулиця Вахтанга Кікабідзе (Київ)
Ву́лиця Вахта́нга Кікабі́дзе — вулиця у Святошинському районі міста Києва, житловий масив Південна Борщагівка. Пролягає від вулиці Симиренка до проспекту Академіка Корольова.

## Історія
Вулиця виникла на початку 80-х роках XX століття під назвою Нова, прокладена на місці вулиці Троянд (рос. вулиця Роз), що існувала в знесеному селі Микільська Борщагівка. 1981 року отримала назву вулиця Булгакова, на честь російського письменника, уродженця Києва Михайла Булгакова.
Сучасна назва на честь грузинського актора Вахтанга Кікабідзе — з 2024 року.

## Установи та заклади
- Загальноосвітня школа № 317 (буд. № 12)
- Дошкільний навчальний заклад № 814 (буд. № 10)
- Рада самоврядування Святошинського району (буд. № 13)